# Piedras (subte de Buenos Aires)
Piedras es una estación de la línea A del subte de Buenos Aires, entre las estaciones Lima y Perú. Tiene el atractivo de encontrarse frente al Café Tortoni.

## Ubicación
Está ubicada en la intersección de la avenida de Mayo y la calle Piedras, en el barrio porteño de Monserrat, en la zona céntrica de Buenos Aires.

## Historia
Esta estación perteneció al primer tramo de la línea inaugurado el 1° de diciembre de 1913, que unía las estaciones de Plaza Miserere y Plaza de Mayo.
Fue nombrada en conmemoración del Combate de Las Piedras, una batalla librada en 1812 entre el ejército del General Manuel Belgrano y las tropas realistas del General Pío Tristán, en el margen sur del Río de Las Piedras.
En 1997 esta estación fue declarada monumento histórico nacional.
No fue incluida dentro de las modernizaciones llevadas adelante en toda la línea durante los años 2007-2008, por lo cual todavía conserva el piso original de 1913. Como contrapartida, no fueron restauradas algunas paredes con arreglos disruptivos con la decoración original.

## Hitos urbanos
Se encuentran en las cercanías de esta:
- Pasaje Urquiza Anchorena
- Plaza Roberto Arlt
- Patio Joaquín Zavala Solís
- El Bar Notable Café Tortoni
- Palacio Vera
- Hotel The Windsor
- Edificio Siemens
- Consulado de Cabo Verde
- Consulado de Israel
- Consulado de Suecia
- Fiscalía de Cámara - Contencioso, Administrativo y Tributario
- Fiscalía General Adjunta - Contencioso, Administrativo y Tributario
- Instituto Superior Metropolitano de Arte
- Instituto de Formación Técnica Superior N.º 1
- Centro Educativo de Nivel Secundario N.º 5
- Centro Educativo de Nivel Secundario N°62
- Centro de Formación Profesional N° 10 - Raul Scalabrini Ortiz
- Biblioteca Marisel Montoto Rodríguez
- Ministerio de Educación Gobierno de la Ciudad de Buenos Aires
  - Biblioteca Centro de Información Documental Educativa
- Biblioteca de la Superintendencia de Riesgos del Trabajo
- Academia Nacional del Tango
  - Museo Mundial del Tango
- Casas de las provincias de Neuquén y Tucumán
- Radio Continental

## Imágenes

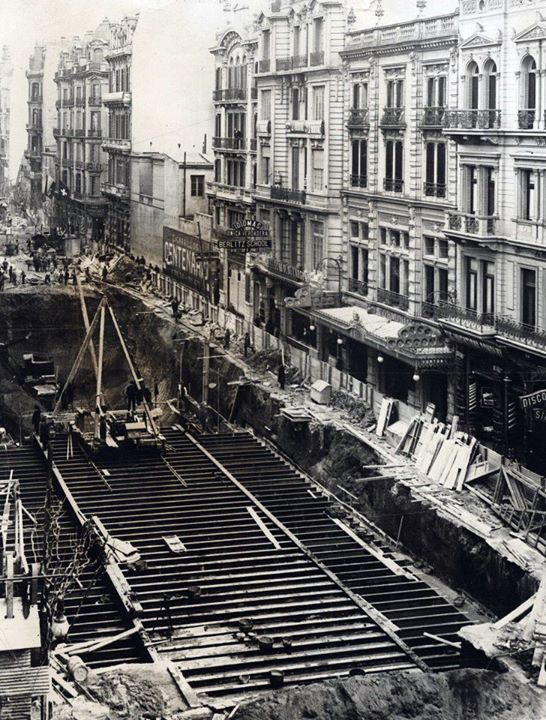
Construcción
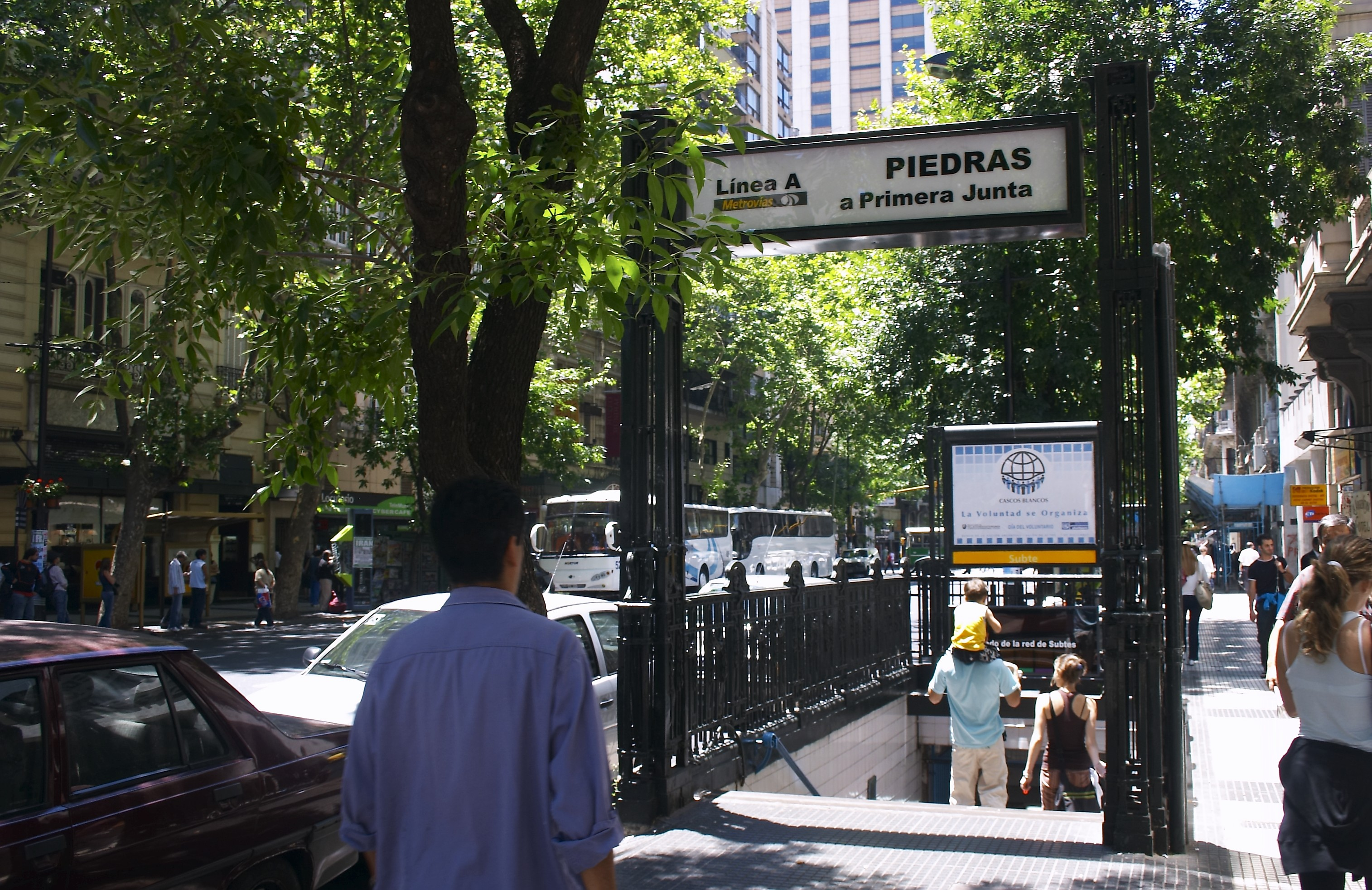
Entrada a la estación
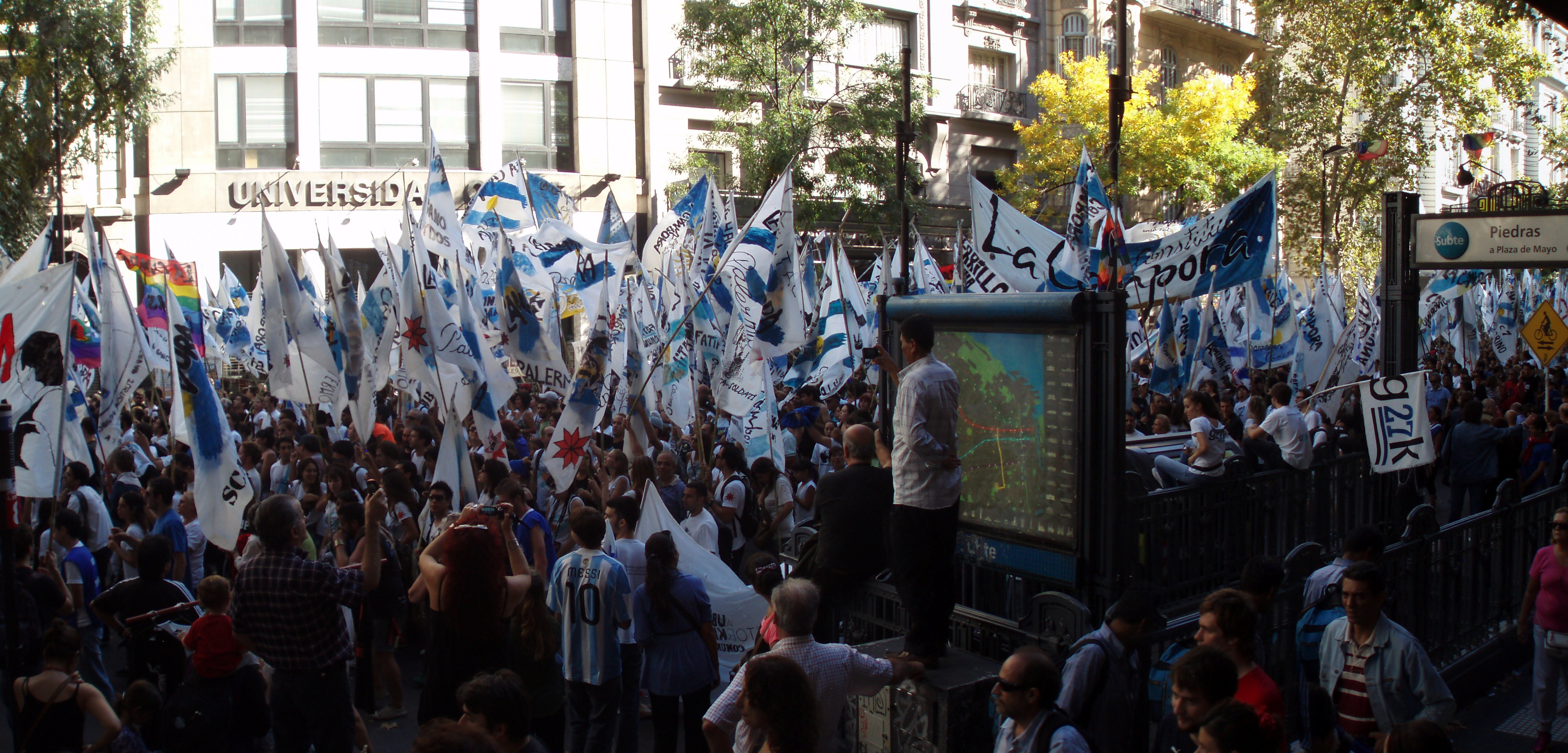
Manifestación sobre Av. de Mayo
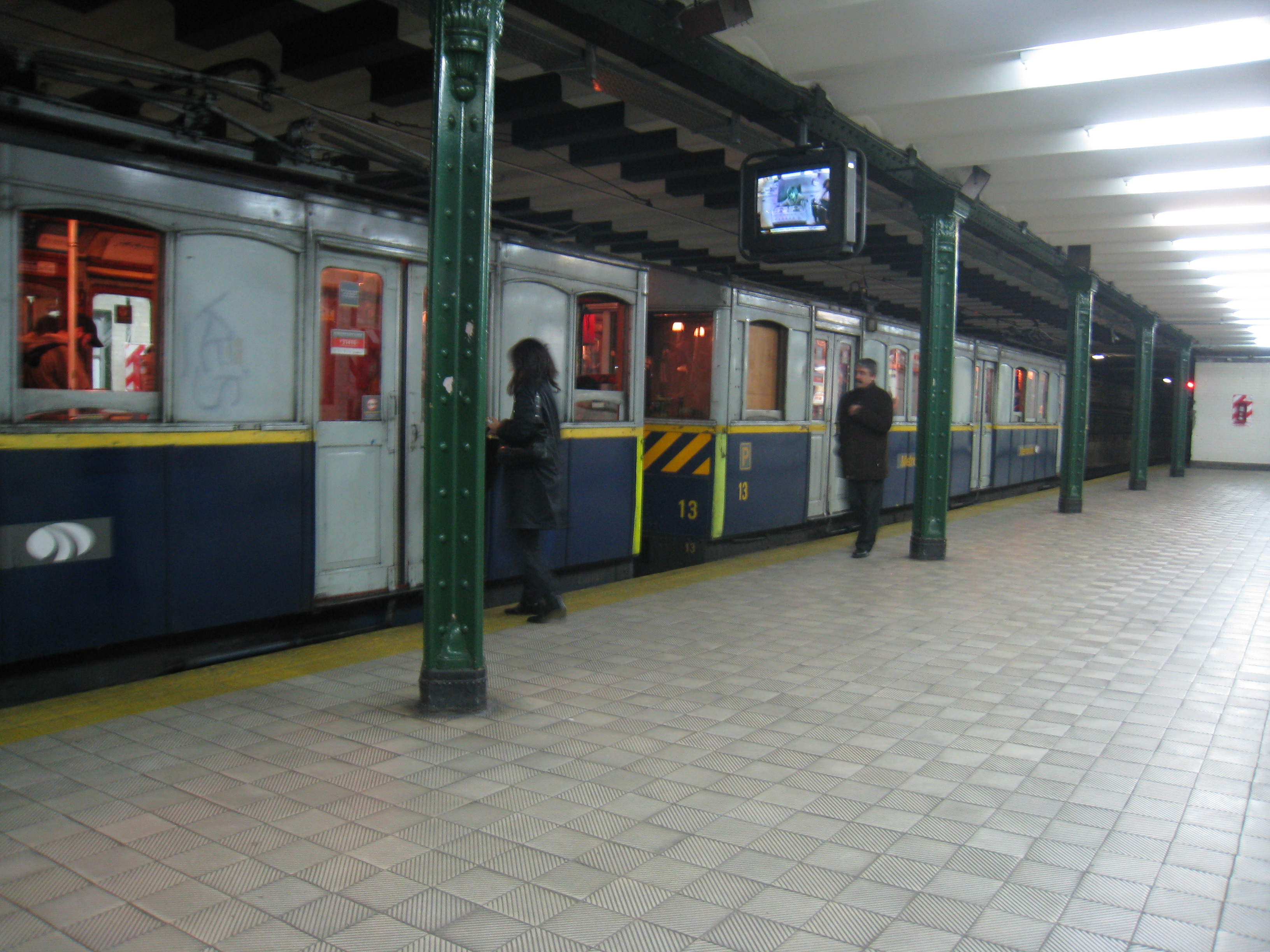
Formación detenida
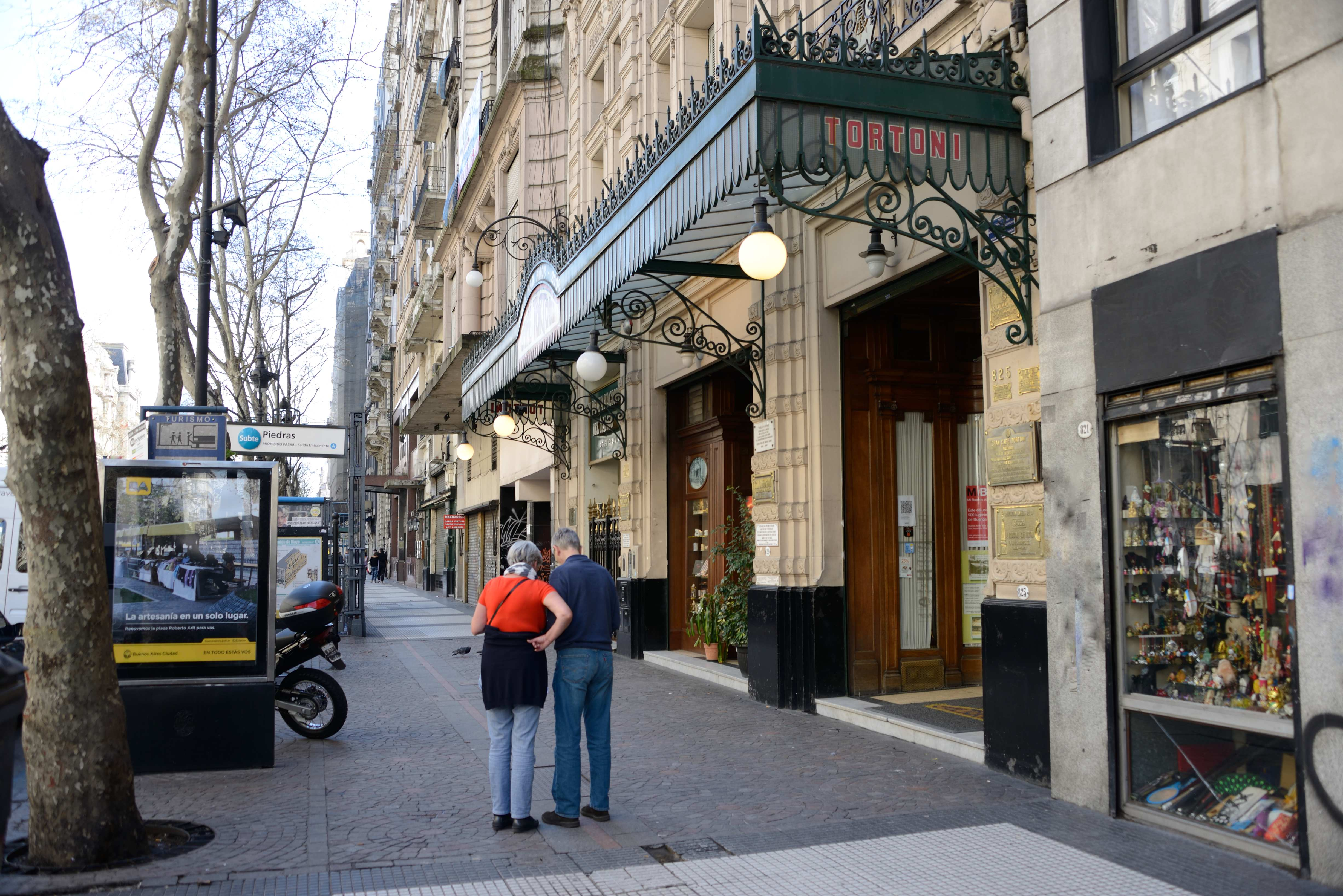
El Café Tortoni
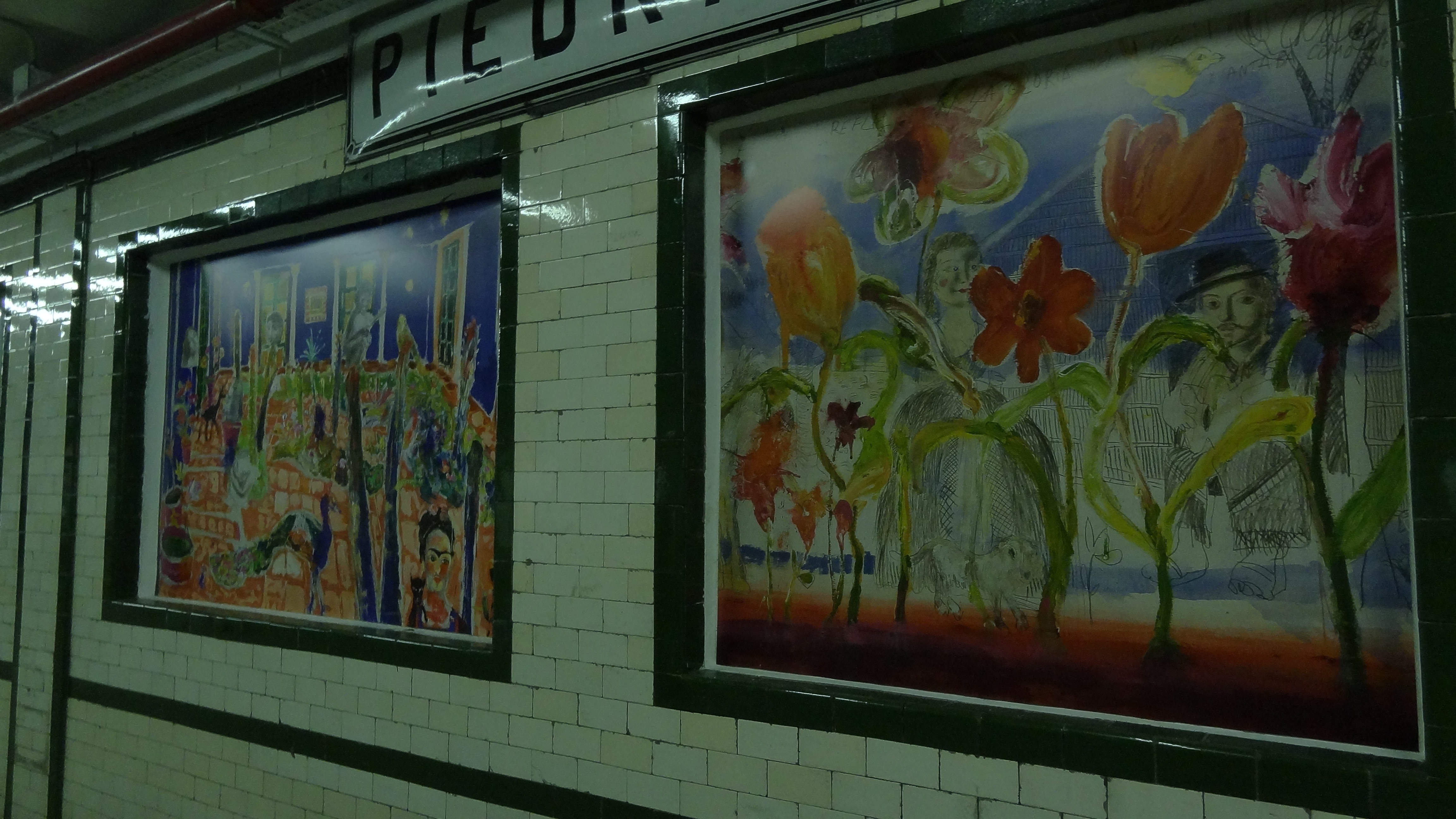
Reproducciones de cuadros colocadas en 2013